# Иодзан
Иодзан (яп. 知床硫黄山 Сирэтоко Ио:дзан, «Серная гора полуострова Сирэтоко») — вулкан, расположенный на японском острове Хоккайдо. 
Расположен на полуострове Сирэтоко на севере Хоккайдо. Находится в пределах границ посёлка Сяри. Высота вулкана 1562 м. Извержения вулкана были зафиксированы в 1857, 1876, 1880, 1889, 1890, 1936 годах. В настоящее время вулкан является слабо активным.
Упоминается в художественной литературе: в повести «Тысячекрылый журавль» Ясунари Кавабаты.